# Lo esquirol: semmanari literari, críctich y festiu
Lo esquirol va ser una revista setmanal escrita únicament en català que a través de la ironia i el to humorístic, pretenia informar als ciutadans barcelonins sobre les diverses notícies relacionades amb l'àmbit artístic. A més contenia un seguit de passatemps que tenien com a objectiu l'entreteniment per part dels lectors del setmanari.
Va ser una revista editada des de l'any 1868 per D. Vicens P. Mestres, i les publicacions eren estampades per l'empresa Narcís Ramírez y Companyia.

## Història
La revista neix l'any 1868, concretament el 7 de juny d'aquell mateix any en mans del seu director, D. Vicens P. Mestres. La seu d'aquest setmanari humorístic s'implanta al carrer del Pi, travessera situada prop de la rambla de les Flors, per tant en una localització bastant centralitzada dins de la ciutat de Barcelona.
El nom d'aquesta apareix arran la figura de l'esquirol com a metàfora, tal com s'explica en el seu primer exemplar publicat:
“Conta donchs, ab sa lleugeresa—que no es poca— per anar de un lloch á altre buscant noticias, enfilarse als punts mes elevats y desde alli girant vers un cantó y altre son capel aixerit…// enterarse bé de lo que passa y ab sas propias manetas—que no há menester secretari—apuntarho tòt en un llibret, á fide trasmetreu  desprès exactament á sos lectors...”
Arran d'aquesta comparació, la presentació que es fa del setmanari, esmenta també que la creació d'aquest coincideix amb l'època de criança dels esquirols, els quals neixen a principis d'estiu.
La revista, publicada setmanalment cada diumenge, comptava amb diverses seccions, il·lustracions i passatemps. Dintre d'aquests apartats es trobaven alguns com: un seguit de poemes o petits relats (depenent de la setmana), algunes notícies relacionades amb l'àmbit artístic barceloní, jeroglífics, endevinalles, una secció titulada anècdotes, cantarelles, epigrames, faules i sonets. Les seccions anaven variant segons l'exemplar, és a dir, no en tots els números del setmanari apareixien tots els apartats esmentats. Malgrat això, la secció noticiaria era permanent de la mateixa manera en què les il·lustracions i els poemes també ho eren.
El preu de la peça era de dos quartos, i la seva comercialització s'efectuava en les principals llibreries i en punts de venda com:
“Llibreria de Manero, Pla del Teatro. Centre de obras literarias de Catalunya, Plassa S. Jaume, y en el kiosco de devant del Liceo.”
En total es van publicar 14 exemplars, portant-se a terme la impressió de l'últim setmanari el 6 de setembre de 1868. Cal esmentar que a partir del segon número es va afegir com a subtítol: “distreure y judicar - se proposa Lo Esquirol, - pren pinyons, pinyas no'n vol - ni haberseles d'espinyar.” Aquest nou subtítol feia referència al contingut que es mostrava en el setmanari, ja que aquest va iniciar les seves publicacions amb la idea d'informar sobre fets noticiables de la localitat barcelonina, però finalment es va decidir utilitzar la plataforma per entretenir als lectors a través de passatemps, i de les diverses seccions anteriorment mencionades.

## Personal
- Director: D. Vicens P. Mestres
- Redacció: Joaquim Aymerich, M. Servat y Serra,
- Edició i maquetació: Narcís Ramírez y Companyia
- Impressor: Salvador Manero